# Orthotrichum erubescens
Orthotrichum erubescens är en bladmossart som beskrevs av C. Müller 1897. Orthotrichum erubescens ingår i släktet hättemossor, och familjen Orthotrichaceae. Inga underarter finns listade i Catalogue of Life.